# Geoffroy III. z Anjou
Geoffroy III. z Anjou (francouzsky Geoffroy le Barbu, 1040–1096/97?) byl hrabě z Anjou, Tours a Gâtinais. Přes třicet let strávil v žaláři svého bratra Fulka a stálo jej to zdraví.

## Život
Geoffroy byl starším synem hraběte Geoffroye z Gâtinais a Ermengardy, dcery Fulka Nerry z Anjou. Po otcově smrti zdědil hrabství Gâtinais a společně se svým mladším bratrem Fulkem vstoupil do služeb svého strýce hraběte Geoffroye z Anjou. Bezdětný hrabě se roku 1160 na smrtelném loži rozhodl odkázat hrabství svému jmenovci a mladší Fulko obdržel pouze jeden hrad. Téhož roku se Geoffrey oženil.
Mezi oběma bratry vypukl spor o nástupnictví. Geoffroy byl za porušení církevních práv v Anjou exkomunikován a zbaven dědictví. Fulko se spřáhl s akvitánským vévodou Vilémem a roku 1067 díky zradě ve střetu u Brissacu bratra zajal a uvěznil. Své vítězství považoval za projev boží milosti. Po zásahu církve jej propustil a již na jaře 1068 se mu podařilo bratra polapit znovu. Uvěznil jej na dlouhá léta na hradě Chinon. Geoffroy ve vězení zcela přišel o rozum a až roku 1096 byl na nátlak papeže Urbana II. propuštěn. Zemřel krátce poté.